# Ectemnius continuus punctatus
Ectemnius continuus punctatus é uma subespécie de insetos himenópteros, mais especificamente de vespas pertencente à família Crabronidae.
A autoridade científica da subespécie é Lepeletier & Brullé, tendo sido descrita no ano de 1835.
Trata-se de uma subespécie presente no território português.